# Крістін Євангеліста
Крістін Євангеліста (англ. Christine Evangelista, нар. 27 жовтня 1986, Стейтен-Айленд, Нью-Йорк, США) — американська акторка. Вона найзнаніша роллю Шеррі у телесеріалі жахів AMC про зомбі-апокаліпсис «Ходячі мерці», а пізніше вона повторила свою роль у спін-офі «Бійтеся ходячих мерців», також виконала роль Меган Моррісон у драматичному телесеріалі телеканалу E! «Домовленість».

## Біографія
Народилася в Нью-Йорку та закінчила Школу акторської майстерності Герберта Берґхофа після навчання в Школі Майкла Дж. Петрідеса на Стейтен-Айленді.

## Кар'єра
У Нью-Йорку Євангеліста виступала в кількох небродвейських шоу та з'являлася в епізодах телешоу, як-от «Закон і порядок», «Білий комірець», «Дорогий доктор», «Гарна дружина», «Блакитна кров» і «Парк авеню, 666».
У 2007 році вона зіграла роль в одному сезоні телесеріалу «Точка вбивства». У 2013 році Євангеліста знялася в короткостроковому драматичному серіалі ABC "Щасливе число сім", а потім повторювала роль Еллісон Рафферті у телесеріалі «Пожежники Чикаго». З 2015 до 2017 рік вона грала Шеррі в серіалі AMC «Ходячі мерці». У 2017 році, ще з'являючись у серіалі «Ходячі мерці», Євангеліста грала головну роль у серіалі телеканалу E! «Домовленість».
Євангеліста знялася в низці фільмів. Вона зіграла головну роль у незалежному фільмі «Червоний метелик», а пізніше виконала ролі другого плану у фільмах «Стажер» і «За кров до перемоги».

## Особисте життя
Крістін Євангеліста є двоюрідною сестрою супермоделі Лінди Євангелісти.

## Фільмографія
| Рік       |    | Українська назва               | Оригінальна назва              | Роль               |
| --------- | -- | ------------------------------ | ------------------------------ | ------------------ |
| 2005      | с  | Закон і порядок                | Law & Order                    | Ліндсі Дойл        |
| 2006      | с  | Засудження                     | Conviction                     | Алісса Бернсайд    |
| 2007      | ф  | До побачення, Крихітка         | Goodbye Baby                   | Мелісса Брокс      |
| 2007      | с  | Точка вбивства                 | The Kill Point                 | Ешлі Бек           |
| 2008      | кф | Авільда і бджола               | Awilda and a Bee               | Біла дівчина       |
| 2008      | с  | Кентерберійський закон         | Canterbury's Law               | Кеті Дельгадо      |
| 2009      | кф | Це безумство                   | This Is Madness                | Портьє             |
| 2009      | кф | Аранжування: Мюзикл            | Arranged: The Musical          | Крістін            |
| 2009      | с  | Закон і порядок                | Law & Order                    | Адріан Геммінс     |
| 2009      | ф  | Хороший хлопець                | The Good Guy                   | Брук               |
| 2009      | ф  | Сімейка Джонсів                | The Joneses                    | Наомі Медсенс      |
| 2010      | с  | Білий комірець                 | White Collar                   | Вероніка Найлон    |
| 2010      | ф  | Врожай                         | Harvest                        | Тіна               |
| 2010      | с  | Дорогий доктор                 | Royal Pains                    | Мішель             |
| 2010      | с  | Гарна дружина                  | The Good Wife                  | Меделін            |
| 2011      | ф  | Втікач                         | Escapee                        | Еббі Джонс         |
| 2011      | ф  | Під землею                     | Underground                    | Дженна Х'юз        |
| 2011      | с  | Блакитна кров                  | Blue Bloods                    | Джолін             |
| 2012      | ф  | Альтер Его                     | Alter Egos                     | Емілі              |
| 2012      | с  | Тупі дівчата                   | Dumb Girls                     | Мішель             |
| 2012      | вг | Alan Wake's American Nightmare | Alan Wake's American Nightmare | Еммі Слоун         |
| 2012—2013 | с  | Парк авеню, 666                | 666 Park Avenue                | Ліббі Гріффітс     |
| 2013      | ф  | Напередодні Дня Усіх Святих    | All Hallows' Eve               | Опудало            |
| 2013      | с  | Щаслива сімка                  | Lucky 7                        | Марі Лавечіа       |
| 2014      | ф  | Червоний метелик               | Red Butterfly                  | Клео МакКенна      |
| 2014      | с  | Пожежники Чикаго               | Chicago Fire                   | Елісон Рафферті    |
| 2015      | ф  | Стажер                         | The Intern                     | Творча команда ATF |
| 2015      | с  | Противники                     | The Adversaries                | Емма Фішер         |
| 2015—2017 | с  | Ходячі мерці                   | The Walking Dead               | Шеррі              |
| 2016      | ф  | За кров до перемоги            | Bleed for This                 | Ешлі               |
| 2016      | ф  | Довгі ночі, короткі ранки      | Long Nights Short Mornings     | Наталі             |
| 2017—2018 | с  | Домовленість                   | The Arrangement                | Меган Моррісон     |
| 2019—2023 | с  | Бійтеся ходячих мерців         | Fear the Walking Dead          | Шеррі              |
|           | тф | Стерти                         | Erase                          | Норін Родрігез     |